# تپه گورستان قلعه چوق
تپه قبرستان قلعه چوق مربوط به دوره اشکانیان - دوره ساسانیان است و در شهرستان میانه، بخش ترکمنچای، دهستان اوچ تپه غربی، شمال روستای قلعه چوق واقع شده و این اثر در تاریخ ۲۸ اسفند ۱۳۸۵ با شمارهٔ ثبت ۱۸۸۹۰ به‌عنوان یکی از آثار ملی ایران به ثبت رسیده است.